# Adolf Čejchan
Adolf Čejchan (*28. 11. 1930, Náchod) je český zoolog a entomolog, někdejší ředitel krajského muzea v Hradci Králové (1966–1971) a později též generální ředitel Národního muzea v Praze (1976–1990).
Během své odborné kariéry se zabýval ekologií, taxonomií, faunistikou a vývojem rovnokřídlých a zejména faunou jižní Evropy, Turecka, Afghánistánu, Mongolska a Íránu. V Národním muzeu (ještě před nástupem do funkce ředitele) byla za jeho působení intenzivně zpracovávána sbírka rovnokřídlého hmyzu. V době 70– 80. let se dále zabýval sběrem materiálu, ovšem na území Československa. Sbíral hmyz například i v Krkonoších. Nashromáždil obrovské množství materiálu, který dosud z větší části nebyl zpracován. Tyto sbírky jsou součástí kolekcí Národního muzea (v počtu desítek tisíc exemplářů) i Muzea východních Čech, kde založil sbírku rovnokřídlého hmyzu a má na pět tisíc exemplářů.